# والتر إس. غريني
والتر إس. غريني (بالإنجليزية: Walter S. Greene)‏ هو شخصية أعمال وسياسي أمريكي، ولد في 28 مايو 1834، وتوفي في 15 نوفمبر 1891. حزبياً، نشط في الحزب الديمقراطي. وقد انتخب عضو جمعية ولاية ويسكونسن وانتخب عضو مجلس ولاية ويسكونسن.